# تولانی لیک (آریزونا)
تولانی لیک (به انگلیسی: Tolani Lake) یک منطقهٔ مسکونی در ایالات متحده آمریکا است که در آریزونا واقع شده‌است. تولانی لیک ۱٫۱۱ کیلومتر مربع مساحت و ۴٬۸۶۵ نفر جمعیت دارد.